# ABB 그룹
ABB 그룹(ABB Group)은 로봇, 에너지, 자동화 기술 분야를 주된 사업으로 하는 스위스 취리히에 본사를 둔 다국적 기업이다. 1988년 스웨덴의 Allmänna Svenska Elektriska Aktiebolaget(ASEA), 스위스의 Brown, Boveri & Cie(BBC)가 합병하여 탄생한 기업이다.
ABB는 세계에 있는 대기업과 마찬가지로 매우 큰 엔지니어링 기업들 중의 하나다.
스위스 취리히에 있는 스위스 증권거래소와 나스닥 스톡홀름에서 1999년부터 거래되고 있으며, 미국 뉴욕의 뉴욕 증권거래소(2001)에서 거래되고 있다.
ABB는 또한 인도의 국립 증권거래소와 뭄베이 증권거래소에서 거래된다. ABB의 인도 자회사는 40억 달러 이상의 자본금을 가지고 있다.

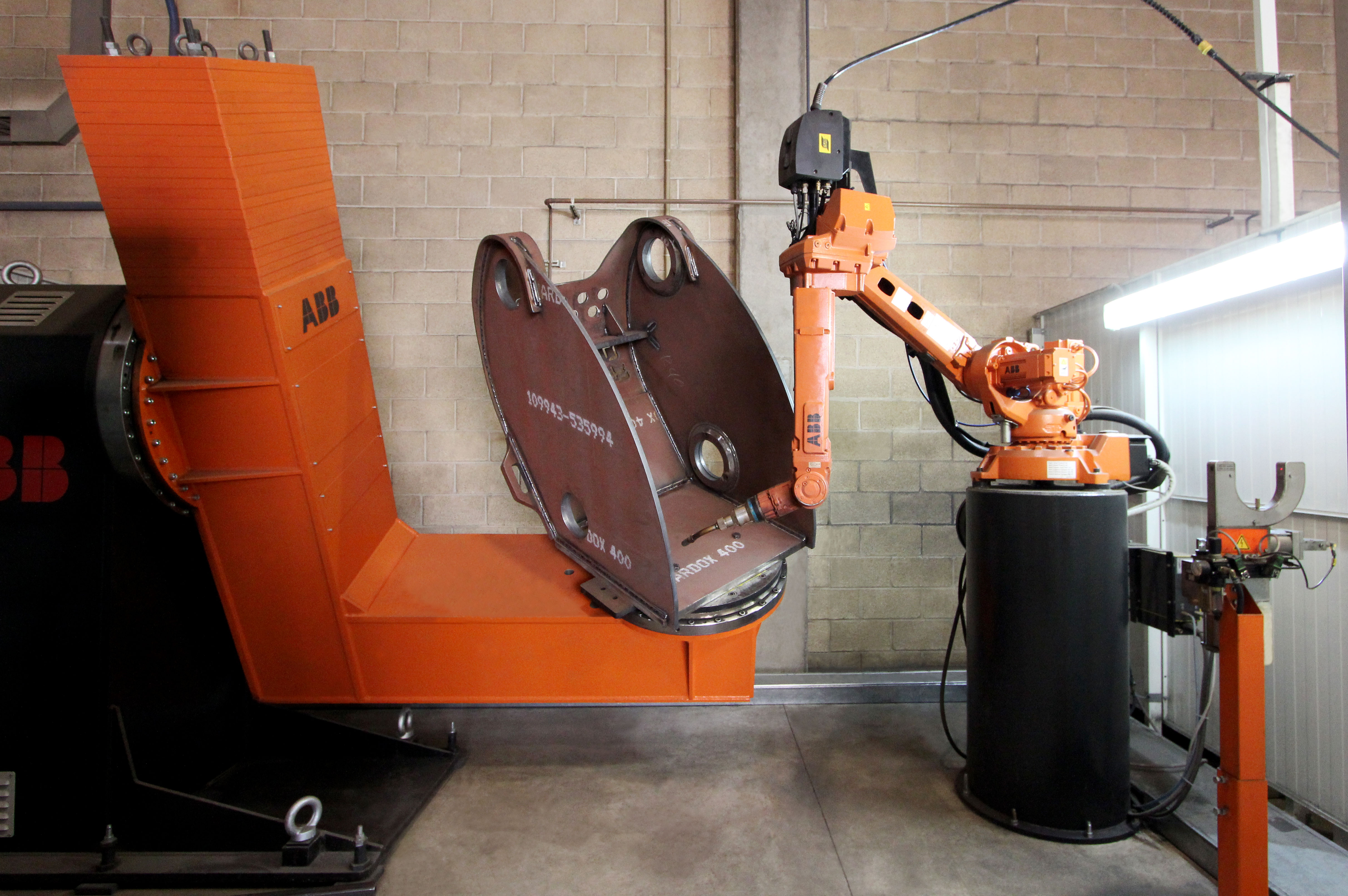
ABB 용접로봇
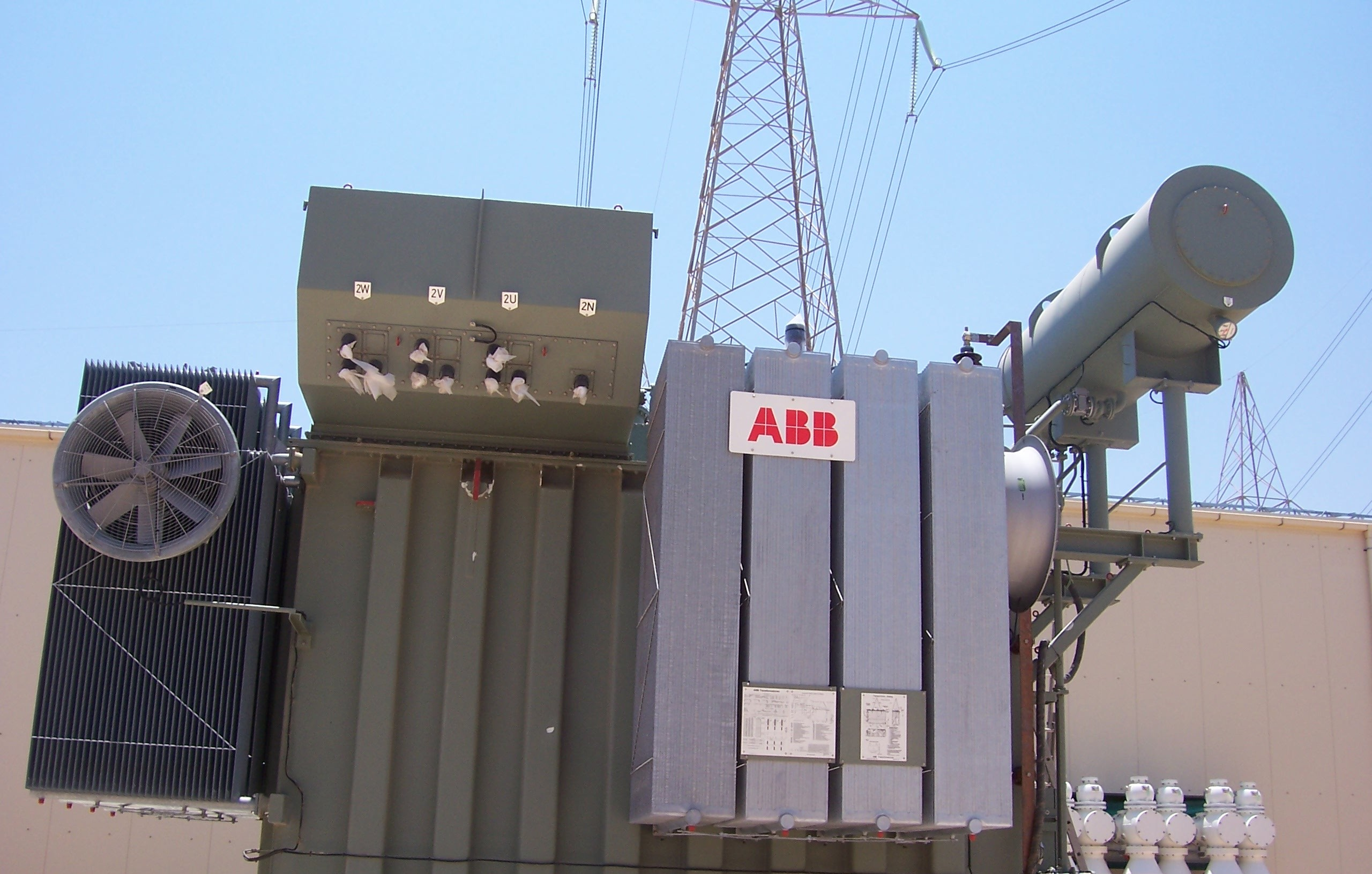
ABB 발전설비

## 같이 보기
- 르그랑 (기업)